# Ruan, Loiret

Ruan este o comună în departamentul Loiret din centrul Franței. În 1 ianuarie 2022 avea o populație de 205 de locuitori.